# احمدیلیان
اتابکان مراغه یا احمدیلیان، خاندان ترکمان از فرمانروایان محلی مراغه بودند که از اوایل سده ششم تا سال ۶۰۵ / ۱۲۰۸ و ۱۲۰۹ میلادی در مراغه و چند سال پس از حمله مغولان در روئین‌دژ حکومت کردند. زمان فرمانروایی این دودمان به صورت تقریبی از ۱۱۲۲ م. تا ۱۲۲۰ م می‌باشد.

## اتابک
برای نخستین بار در زمان ملکشاه سلجوقی لقب و منصب اتابک پدیدار شد. به گزارش ابن اثیر خواجه نظام الملک وزیر برای رسیدگی سپاهیان درخواست اختیارات بیشتری کرد و سلطان گفت: تمام امور ریز و درشت حکومت را به تو واگذار کردم و تو به منزله پدر هستی … و به وی القابی داد که از جمله آن‌ها لقب اتابک بود. غیر از مورد اسثنایی خواجه‌نظام‌الملک که همزمان هم وزیر ملکشاه بود و هم اتابک او، تمام اتابک‌ها فرماندهان نظامی بودند.  از این دوره سلاطین سلجوقی بنا بر سنتی که گذارده شد، سرپرستی امور شاهزادگان را به فرماندهان نظامی کاردان و مقرب که غالباً از غلامان درگاهی سابق بودند واگذار می‌کردند و به ایشان اتابک می‌گفتند. اتابکان تصدی امور شاهزادگان سلجوقی و اداره ولایات آنان را بر عهده داشتند و هنگامی که سلطان‌های سلجوقی قدرت خویش را از دست می‌دادند، این فرماندهان و فرمانداران با اختیارات فراوانشان، نیابت سلطنت شاهزادگان را دستاویز قرار داده و اسباب استقلال خود را فراهم می‌کردند. بنابراین پدیده دولتهای اتابکی نتیجه غلبه نظامی‌گری در دولت سلجوقی و اهمیت یافتن مقامات سپاهی بود و این دولت‌ها نقش برجسته‌ای در تاریخ ایران و اسلام پس از تجزیه حکومت سلجوقیان تا ظهور مغولان داشتند. مفهوم اتابک در بین سلجوقیان کمابیش حفظ شد، اما در سلجوقیان روم، ایوبیان حلب، مملوک‌ها و حتی سلطنت گرجستان، تنها به معنی لقب پر زرق و برقی به عنوان سردار استفاده می‌شد. در این میان اتابکان لرستان به گفته میرخواند، اتابکان جعلی بودند، نه واقعی، چونکه هنگام چیرگی ابو طاهر محمد مؤسس این خاندان بر لرستان، دستور داد که مردم او را اتابک خوانند و اولادش که حاکم بر لرستان شدند، نیز خود را اتابک خواندند. عبدی بیگ شیرازی در تکمله‌الاخبار می‌گوید که در زمان صفویه به جای اتابک واژه لَلِ‍ه به کار می‌رفته اما همان مفهوم سرپرست شاهزاده را داشته‌است.

## آق‌سنقر
آق‌سُنْقُرِ اَحْمَدیلی، را می‌توان نخستین فردی دانست که اتابک مراغه نامیده شده و مؤسس واقعی این سلسله است. مینورسکی و کسروی، آق‌سنقر را کُرد شده خاندان عربی‌الاصل روادی می‌دانند، و حتی کسروی (و ذبیح‌الله صفا) آق‌سنقر را پسر احمدیل می‌داند، ولی سندی بر این مدّعا ندارد و ظاهراً دلیل او این است که آق‌سنقر جانشین احمدیل بوده و نسبت احمدیلی داشته‌است. بعید است که یک خاندان کردی یا عربی نام پسر خود را از کلمات ترکی انتخاب کند. نظامی گنجوی که هفت‌پیکر را به نام علاءالدّین یکی از نوادگان آق‌سنقر سروده، او را از نسل آق‌سنقر می‌داند و به «احمدیل» اشاره نمی‌کند. وی می‌گوید: «نسل آق‌سنقر مُؤیَّد از اوست».در ضمن، شایان توجه است که همیشه از آق‌سنقر به عنوان ال‌احمیدیلی نام‌برده شده و نه ابن‌احمدیل، که معمولاً فرزند بلاواسطه را با «ابن» به پدر منسوب می‌دارند، امّا غلامان را با یاء نسبت به نام اربابشان می‌خوانند.
نخستین خبر از آق‌سنقر مربوط به سال ۵۱۶ق/۱۱۲۲م است که در این سال آق‌سنقر در نزد سلطان‌محمودسلجوقی در بغداد بوده‌است. طغرل، برادر کوچک محمود که در اران خیال شورش بر برادر و تاختن بر آذربایجان داشت، با مرگ گون‌تُغدی اتابکش مواجهه شد. از این‌رو طغرل باز بر سر فرمانبری از برادر درآمد.

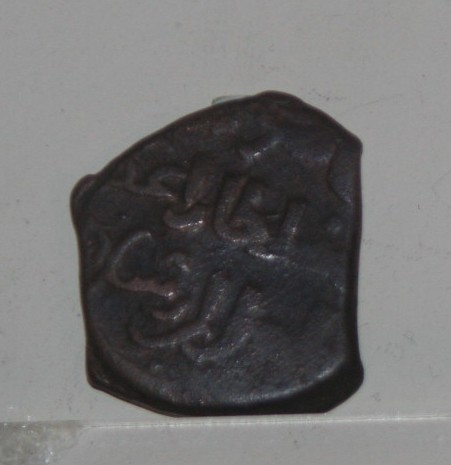
سکه فلوس کرپه‌ارسلان آق‌سنقری در موزه تاریخ جمهوری آذربایجان

علّت اینکه آق‌سنقر احمدیلی «صاحب مراغه» در بغداد می‌زیست، دشمنی طغرل و سلطان‌محمود بود؛ و آق‌سنقر که در جانب سلطان‌محمود بود، به علت چیرگی طغرل بر آذربایجان، به ناچار از اقطاع خود دور افتاده بود؛ امّا همین که اطاعت مجدّد طغرل را شنید، از سلطان‌محمود خواست که باز بر سر اقطاع خود یعنی مراغه رود. وی در باطن خیال داشت که چون به آنجا رسد به جای گُنْتُغْدی، خود اتابکِ طغرل گردد. آق‌سنقر به مراغه رفت و همان کار گنتغدی را در برانگیختن طغرل بر برادرش در پیش گرفت و به او نوید داد که اگر به مراغه بیاید، ۰۰۰‘۱۰ سوار و پیاده به او خواهند پیوست. طغرل به تحریک آق‌سنقر به مخالفت با سلطان‌محمود برخاست و با اق‌سنقر به سوی اردبیل رفت، ولی چون ایشان را بدانجا راه ندادند، بازگشتند. در نزدیکی تبریز شنیدند که سلطان‌محمود با سپاهی فراوان روی به ایشان نهاده و در مراغه فرود آمده. ناچار به خونج رفتند و از امیر شیرگیر یاری خواستند، ولی از مساعدت او هم نتیجه‌ای حاصل نشد و اینان ناچار شدند بار به اطاعت سلطان‌محمود درآیند.
طغرل سخن آق‌سنقر پذیرفت و با هم آهنگ اردبیل و تسخیر آن شهر کردند. اما اهالی اردبیل در برابر سپاه طغرل مقاومت کرده آنان را به شهر راه نداند. به ناچار طغرل آهنگ تبریز کرد، اما در نزدیکی شهر خبر گرفت که سلطان محمود سپاهی انبوه به جنگ ایشان فرستاده و آن سپاه به مراغه فرود آمده است. از این خبر ترس بر سپاه طغرل چیره شد و به خونا (احتمالاً خلخال کنونی) بازگشتند که از آن راه از آذربایجان خارج شوند. چون امیر انوشتکین شیر گیر، اتابک پیشین طغرل، حاکم ابهر و زنگان بود، در ابهر به طغرل پیوست و به کوشش او نامه‌ای به سلطان محمود نوشت و از آنچه پیش آمده بود پوزش خواست و اظهار اطاعت کرد. محمود نیز از تقصیر طغرل درگذشت و او را بخشید.
سلطان‌محمود در ۵۲۳ق/۱۱۲۹م در همدان بود که خبر مخالفت دُبَیس‌بن صَدَقَه (حاکم سابق مَزْیَدی حِلّه) را در جنوب عراق شنید و چون آق‌سنقر احمدیلی و قِزِل، دو تن از امرای او، ضمانت دبیس را کرده بودند، آن دو را احضار کرد و دبیس را از ایشان خواست. آق‌سنقر در شوّال ۵۲۳ق/سپتامبر ۱۱۲۹م برای تعقیب دبیس به بغداد رفت. دبیس خواست تا با هدایا سلطان و خلیفه را راضی کند، امّا کار وی نتیجه نداد و ناچار به بادیه گریخت.
سلطان‌محمود در ۵۲۵ق/۱۱۳۱م در همدان درگذشت. آق‌سنقر احمدیلی اتابکِ پسر او داوود بود. وی به اتّفاق ابوالقاسم دَرْگَزینی اَنَس‌آبادی وزیر، داوود را به سلطنت برداشت که در عراق عجم و آذربایجان و اران خطبه به نام او خواندند؛ ولی برادران محمود، طغرل، مسعود و سلجوق که هرکدام پادشاهی را برای خود می‌خواستند با این انتخاب مخالفت کردند. در آن هنگام بزرگ خاندان سلجوق، سلطان سنجر بود که در خراسان و ماوراءالنهر و خوارزم فرمانروایی داشت. آق سنقر، برای آن که داود را در جای امنی نگه‌داری کند، آهنگ آذربایجان کرد، ولی مسعود پیش از وی بدانجا رسیده و به تبریز دست یافته بود. آق سنقر به جنگ با مسعود برخاست و تبریز را محاصره نمود و مدتی این جنگ و محاصره بر پا بود تا در اواخر محرم ۵۲۶ ه / اواخر دسامبر ۱۱۳۱ م، با یکدیگر از در سازش درآمدند و از آنجا به همدان شتافت. در این هنگام و پس از کشاکش‌های فراوان، سرانجام پادشاهی طغرل تحکیم شد و مسعود به گنجه و سلجوق به فارس رفتند. در این میان، آق سنقر، با داود در آذربایجان بود و به استواری فرمانروایی خود می‌کوشیدند و همه امیران سلطان محمود بر ایشان گرد آمده بودند. در رمضان سال ۵۲۶ ه / ژوئیه ۱۱۳۲ م، آق سنقر با سپاهی گران آهنگ همدان کرد تا با طغرل روبرو گردد. در نبردی که بین دو سپاه روی داد، برخی از فرماندهان سپاه داود به طغرل پیوستند و همین امر موجب شد تا آق سنقر شکست سختی را پذیرا شود. آق سنقر و داود پس از این شکست به آذربایجان بازنگشتند و راهی بغداد شدند. از آن سوی، چون سلطان طغرل عزم حمله به آذربایجان داشت، مسعود نیز از گنجه گریخت و به بغداد رفت. آق سنقر و داود در بغداد، مسعود را به عنوان سلطان شناختند و مسعود نیز داود را به ولایت عهدی خود برگزید. المسترشد بالله، خلیفه عباسی نیز که با طغرل دشمنی داشت، مسعود را به سلطانی شناخت و خطبه به نام وی خواند و قرار گشت که خلیفه سپاهی به آنان بسپارد و مسعود و داود به جنگ طغرل برخیزند. در سال ۵۲۷ ه / ۱۱۳۳ م، مسعود و داود آهنگ آذربایجان کردند، اما سر رشته کارها به دست آق سنقر بود.
از کسان طغرل در آذربایجان، قراسنقر و بیشگین و برخی دیگران بودند.. قراسنقر، به زنگان گریخت و بیشگین و دیگران نیز به اردبیل رفتند. آق سنقر شهر اردبیل را در محاصره گرفت که برای مدت نسبتاً طولانی این جنگ و محاصره ادامه داشت. سلطان طغرل، قراسنقر را به جنگ ایشان فرستاد و وی در خارج از شهر اردبیل با سپاه آق‌سنقر روبرو شد. در این جنگ، قراسنقر شکست سختی خورد و بسیاری از سربازانش در جنگ هلاک شدند. سپس آق سنقر همراه مسعود آهنگ همدان کرد و در آنجا نیز سلطان طغرل را شکست داد و به همدان و شهرهای اطراف دست یافت و بدین ترتیب پادشاهی مسعود محکم شد. طغرل شکست خورد و به ری گریخت و مسعود بر همدان چیره گردید. در این میان جمعی از باطنیان در مرغزار قَرِاتگین، نزدیک همدان، به چادر آق‌سنقر احمدیلی رفتند و او را با ضربات کارد کشتند. گفته شده‌است که سلطان‌مسعود کسانی را به قتل او برانگیخته بود. اگر این رأی درست باشد، ظاهراً این کار به انگیزه ترس مسعود از شوکت و اقتدار آق‌سنقر در آذربایجان و به‌ویژه در مراغه انجام یافته‌است. به روایت صدرالدّین حسینی چون طغرل وزیر خود ابوالقاسم درگزینی را برای شکست خود ملامت کرد، او گفت: «ناراحت مباش، من کسانی به نزد مردم الموت (باطنیان) فرستاده‌ام تا آق‌سنقر و دیگر دشمنان تو را بکند». از این گفته برمی‌آید که قتل آق‌سنقر مانند بعضی قتل‌های سیاسی دیگر آن سال‌ها، به تحریک درگزینی و به دست باطنیان صورت گرفته‌است؛ نیز این روایت اهمیّت فراوان آق‌سنقر و نقش او را در رویدادهای مهمّ آن عصر می‌رساند. ابوطالب بهاألدّین، عموی عمادالدّین کاتب اصفهانی نگارنده خریده‌القصر، وزیر آق‌سنقر احمدیلی بوده‌است.

## ارسلان‌ابه
نصرت‌الدین ارسلان‌ابه بن آق‌سنقر ۵۲۸ -۵۷۰ / ۱۱۳۳ تا ۱۱۷۴ میلادی، باوجود اینکه مدت درازی اتابک مراغه بود، اما نامی از او در منابعی که به منازعات زمان مسعود بن محمد بن ملکشاه پرداخته‌اند، دیده نمی‌شود. در ۱۷ ذی القعده ۵۲۹ هجری (۳۰ اگوست ۱۱۳۵)، خلیفه المسترشد که در جنگ با مسعود بن محمد بن ملکشاه نزدیک همدان شکست خورده بود و اسیر گشته بود، در مراغه بدست حشاشین بقتل رسید. ابن‌اثیر برای نخستین بار در ۵۳۰ (قمری)/ ۱۱۳۵–۱۱۳۶ به عنوان یکی از امیرهایی یاد می‌کند که در بغداد به هواداری از الراشد خلیفه عباسی بغداد گرد داوود بن محمود سلجوقی جمع شدند. گزارش‌های بعدی دربارهٔ برادر او - که شیرگیر نام داشته - می‌باشد که در سال ۵۴۰ /۱۱۴۵–۱۱۴۶ سپاهی به کمک چاولی فرستاده. چاولی (جاولی) رئیس محافظان مسعود، در آذربایجان مستقر بوده و رئیس گارد سلطنتی را «جاندار» می‌نامیدند. نام نصرت‌الدین ارسلان‌ابه، بار دیگر بین فرماندهانی دیده می‌شود که خاص‌بیک ارسلان بن پلنگ‌اری برای شکست دادن بوزآبه امیر فارس و دشمن مسعود در اصفهان سال ۵۴۲ / ۱۱۴۸–۱۱۴۷ گردآورده بوده‌است. به هرحال، مورخین دیگر گفته‌اند که خاص‌بیک مراغه را در ۵۴۱ محاصره نمود و حتی گفته شده که خود مسعود مراغه را در شوال ۵۴۵ محاصره نمود و پس از دو روز اشغال نمود. راوندی می‌گوید که بین خاص‌بیک و ارسلان‌ابا دشمنی وجود داشته که در روئین‌دژ آن را حل و فصل کرده‌اند. بنظر می‌رسد که روئین‌دژ پایگاه خاندان احمدیلی بوده. مینورسکی پیشنهاد می‌کند که محل این دژ حدود ۱۶ کیلومتری مراغه، کنار صوفی‌چای در محل یای‌شهر (شهرتابستانی به ترکی آذری) کنونی قرار داشته‌است. وقتی که سلطان محمود بن محمد بن ملکشاه در اوایل ۵۴۸ خاص‌بیگ را بقتل رسانید، هم ارسلان‌ابه و هم ایلدگُز به سلطان اعتراض کردند. از آن تاریخ (۵۴۸) تا ۵۵۱، ارسلان‌ابه با ایلدگز و دیگر امیران ضد سلطان محمد همکاری نمود و در تلاش آن‌ها برای جانشین کردن سلیمان شاه بن محمد بجای سلطان محمد در همدان شرکت نمود. ارسلان‌ابه همچنین در۵۴۹ به بیرون کردن چغری‌بیگ، شاهزاده سلجوقی، که به آذربایجان دست‌اندازی نموده بود، به ایلدگز پیوست. سپس آن دو آذربایجان را بین خود تقسیم کردند (بجز اردبیل). اما پس از اینکه سلطان محمد ایلدگز را در نخجوان شکست داد (۵۵۱)، ارسلان‌ابه را والی آذربایجان نمود و هنگامی که سلطان محمد در ۵۵۴ در می‌گذشت، فرزند خردسال خودرا به اتابک مراغه سپرد. ارسلان‌ابه هم از پذیرش سلطه سلطان عراق، ارسلان‌شاه سرباز زد که تحت حمایت ایلدگز بود. ایلدگز پسرش، محمد جهان‌پهلوان، را به جنگ ارسلان‌ابه فرستاد، اما ارسلان‌ابه با کمک ارمن‌شاهِ خلاط، ایلدگزیان را شکست داد. معمولاً ارسلان‌ابه با ایلدگز و ارسلان‌شاه که تحت حمایت او بود، ضدیت داشت؛ و بین ۵۵۶ تا ۵۶۳، که ایلدگز گرفتار مخالفت و شورش حسام الدین اینانج، امیر ری بود، ارسلان‌ابه هم ۵۰۰۰ سرباز به کمک اینانج فرستاد. البته در لشکرکشی‌های ایلدگز به گرجستان در ۵۵۷ / ۱۱۶۱–۱۱۶۲ و ۵۵۸/ ۱۱۶۲–۱۱۶۳، ارسلان‌ابه به او کمک می‌کرد، اما بازهم مخالف سلطه ایلدگز بر سلطنت سلجوقی عراق بود. باز هنگامی که در ۵۶۱ تا ۵۶۴ اینانج دوباره شورش کرد، ارسلان‌ابه (در ۵۶۳) اوضاع را غنیمت شمرد و از خلیفه خواست که در خطبه نام سلجوق‌ملک، شاهزاده سلجوقی که در حمایت او بود را به عنوان سلطان بیاورد. این چالش باعث شد تا ایلدگز بار دیگر فرزندش جهان‌پهلوان را به جنگ ارسلان‌ابه بفرستد که این‌بار ارسلان‌ابه شکست خورد و باعث شد که پس از صلح، از مراغه بیرون نیاید. به گفته ابن اثیر، ارسلان‌ابه در سال ۵۷۰ درگذشت.

## فلک‌الدین
پس از ارسلان‌ابه، پسرش فلک‌الدین به حکمرانی رسید. ابن اثیر تنها یکجا به او اشاره می‌کند که وقتی محمدجهان‌پهلوان در ۵۷۰/۱۱۷۴–۱۱۷۵ مراغه را محاصره نموده بود، ابن آق‌سنقر (ارسلان‌ابه) درگذشت و شهر را برای فرزندش فلک‌الدین باقی گذاشت. دقیقاً معلوم نیست که تاریخ این مرگ در ۵۷۰ باشد یا کمی پیش از آن. پهلوان ابتدا روئین‌دژ را محاصره نمود سپس خود مراغه را، اما در اشغال هردو ناکام ماند. در نتیجه، قزل‌ارسلان برادرش را برای محاصره تبریز فرستاد که در این زمان تحت حکومت احمدیلیان بود. پیمان صلحی بین محمدجهان‌پهلوان و فلک‌الدین بسته شد که بنا بر آن تبریز به ایلدگزیان واگذار شود. پایان حکومت فلک‌الدین احتمالاً پیش از ۵۸۴ / ۱۱۸۸–۱۱۸۹ بوده‌است.

## علاءالدین کرپه‌ارسلان
علاءالدین کَرپه‌ارسلان (پیش از ۵۸۴ / ۱۱۸۸–۱۱۸۹ تا ۶۰۴ / ۱۲۰۷–۱۲۰۸). در منابع، به مدت ۱۴ سال نکته‌ای دربارهٔ احمدیلیان دیده نمی‌شود؛ سپس در راحةالصدور راوندی دیده می‌شود که کوتاه زمانی پس از اینکه طغرل، آخرین سلطان سلجوقی عراق سپاه خلیفه عباسی را در دای‌مرگ شکست داد، ۱۱۸۹–۵۸۴/۱۱۸۸، علاءالدین مراغه‌ای وارد همدان شد تا مراتب خدمتگزاری را اعلام نماید و عهده‌دار حضانت برکیارق فرزند طغرل شود. اوضاع همدان بر وفق مراد اتابک نبود و از این‌روی به مراغه بازگشت. به نظر می‌رسد فرمانروایی ادب‌پرور بوده چون به درخواست او نظامی گنجوی هفت‌پیکر را سرود. علاءالدین، از دودمان آق‌سنقر بوده و دو فرزند بنام‌های نصرت‌الدین محمد و فلک‌الدین احمد داشته که امروزه ناشناخته‌اند. از پایان مثنوی برمی‌آید که نظامی آن را به روئین‌دژ فرستاده که پایگاه اتابکان مراغه بوده و سرودن آن در چهارده رمضان ۵۹۳ (۳۱ ژوئیه ۱۱۹۷) به پایان رسیده است.
ابن‌اثیر می‌نویسد که کرپه ارسلان قصد داشته تا با کمک مظفرالدین گوکبوری از اربیل، آذربایجان را از دست ابوبکر ایلدگیزی ضعیف‌النفس خارج نماید. به‌هرحال ابوبکر کمک دریافت نمود و کرپه‌ارسلان را در مراغه محاصره نمود. در پیمان صلح به کام ابوبکر قرار شد که کرپه‌ارسلان یکی از قلعه‌های خود را بدهد و در مقابل اشنو و ارومیه را بگیرد. علاءالدین در ۶۰۴ درگذشت و قلمرو او در اختیار فرزند خردسالی قرار گرفت که او نیز در ۶۰۵ درگذشت و به ابوبکرایلدگیزی فرصت داد تمامی متصرفات احمدیلیان بجز روئین‌دژ را بگیرد. روئین‌دژ در اختیار خواجه وفاداری قرار گرفت که خزاین احمدیلیان را بدانجا منتقل کرد و این جابجایی همراه یکی از نوادگان دختری او بوده که آخرین فرد شناخته شده این خاندان است. اگرعلاءالدین اهل ساختن مقبره بود، می‌توانست به عنوان سازنده گنبد کبود معرفی شود، چونکه دوره او زمان مناسبی برای منتسب کردن ساخت است.

## سلافه‌خاتون
آخرین فردی که از این خاندان نام‌برده شده، سلافه‌خاتون است. این همان خاتونی است که ابن‌اثیر او را حاکم مراغه و حاکم روئین‌دژ پس از تسلط مغولان به مراغه در ۶۱۷ / ۱۲۲۰–۱۲۲۱ می‌نامد. نسوی از او به عنوان یکی از بازماندگان اتابک علاءالدین نام می‌برد و می‌گوید که اتابک ازبک ایلدگیز او را به عقد نکاح فرزند کرولال خود ملک‌خاموش قزل‌ازسلان درآورد. هنگامی که ملک‌خاموش به جلال‌الدین خوارزمشاه پیوست و بعدها از او دست کشید و به الموت رفت، سلافه‌خاتون در روئین‌دژ باقی ماند. سلافه‌خاتون می‌خواست با شرف‌الدین وزیر جلال‌الدین خوارزمشاه ازدواج کند تا وزیر دست از محاصره قلعه بردارد، اما با ورود جلال‌الدین، او خاتون را برای خود خواستگاری کرد و پس از ازدواج، در قلعه حاکمی گماشت. نصرت‌الدین، فرزند ملک‌خاموش بنا به گفته جوینی با کمک سلافه‌خاتون نزد مغولان صاحب مقامات شد، البته مینورسکی به صحت این ادعا شک کرده‌است.

## پی‌نوشت
1. ↑  Clifford Edmund Bosworth, The New Islamic Dynasties: A Chronological and Genealogical Manual, Columbia University, 1996. pp 198:"The Ahmadilis"
2. ↑  خلیلی، م فصلنامه مطالعات تقریبی مذاهب اسلامی (فروغ وحدت)، ٨٥.
3. 1 2  C. Cahen.
4. ↑  خلیلی، م فصلنامه مطالعات تقریبی مذاهب اسلامی (فروغ وحدت)، ٨٦.
5. ↑  شیرازی (نویدی), عبدی بیگ (1368).  نوایی, عبدالحسین (ed.). تکملة الاخبار. تکملة الاخبار (تاریخ صفوی از آغاز تا 978هجری قمری). تهران: نشر نی. p. ۱۲۳. {{cite book}}: |access-date= requires |url= (help)
6. 1 2 3 4 5 6 7  K. A. Luther.
7. 1 2 3 4  عباس زریاب.
8. 1 2 3  daneshnameh.roshd.ir.
9. ↑  مشارکت‌کنندگان ویکی‌پدیا. «الفضل المسترشد بالله». در [[ویکی‌پدیای (عربی )|دانشنامهٔ ویکی‌پدیای (عربی )]]، بازبینی‌شده در ۲۸دی ۱۳۹۵.
10. ↑  "اغتیال الخلیفة المسترشد بالله". الجزیرة.نت (به عربی). 2013-09-10. Retrieved 2017-01-17.
11. ↑  C. E. Bosworth.
12. ↑  C. Edmund Bosworth.